# Ile Du Nord
Ile Du Nord är en ö i Australien. Den ligger i delstaten Tasmanien, i den sydöstra delen av landet, omkring 69 kilometer nordost om delstatshuvudstaden Hobart.
Trakten runt Ile Du Nord är nära nog obefolkad, med mindre än två invånare per kvadratkilometer. Genomsnittlig årsnederbörd är 641 millimeter. Den regnigaste månaden är november, med i genomsnitt 98 mm nederbörd, och den torraste är augusti, med 34 mm nederbörd.